# نيكولاس باسين
نيكولاس باسين (بالفرنسية: Nicolas Basin)‏ (ولد في 22 يناير 1998) هو لاعب كرة قدم فرنسي يلعب كمدافع.

## روابط خارجية
- نيكولاس باسين على موقع رابطة كرة القدم الفرنسية للمحترفين (الإنجليزية)
- نيكولاس باسين على موقع قاعدة بيانات كرة القدم.إي يو (الإنجليزية)
- نيكولاس باسين على موقع ليكيب (الفرنسية)
- نيكولاس باسين على موقع Soccerway.com (الإنجليزية)
- نيكولاس باسين على موقع AS.com (الإسبانية)